# Blaue Malaysia-Vogelspinne
|  | Dieser Artikel wurde aufgrund von formalen oder inhaltlichen Mängeln in der Qualitätssicherung Biologie zur Verbesserung eingetragen. Dies geschieht, um die Qualität der Biologie-Artikel auf ein akzeptables Niveau zu bringen. Bitte hilf mit, diesen Artikel zu verbessern! Artikel, die nicht signifikant verbessert werden, können gegebenenfalls gelöscht werden. Lies dazu auch die näheren Informationen in den Mindestanforderungen an Biologie-Artikel. |

Die Blaue Malaysia-Vogelspinne (Omothymus violaceopes, Synonym: Lampropelma violaceopes), auch Blaue Singapur-Vogelspinne genannt, ist eine der größten baumbewohnenden Vogelspinnen der Welt.
Im englischen Sprachraum wird sie Singapore blue (tarantula) genannt.

## Verbreitung
Der Lebensraum der Blauen Malaysia-Vogelspinne erstreckt sich über den südlichen Teil von Malaysia, Singapur und die Riau-Inseln (Indonesien).

## Lebensraum und Lebensweise
Diese Spinne ist in Trockenwäldern anzutreffen und lebt in etwa 3–4 m Höhe, vorzugsweise in hohlen Bäumen. Sie ernährt sich in freier Wildbahn hauptsächlich von Insekten und kleinen Vögeln.
Der Kokon des Weibchens enthält in der Regel 100–150 Eier. Nach etwa 10 Wochen schlüpfen die jungen Spiderlinge. Im Gegensatz zu den ausgewachsenen Tieren leben diese anfangs noch als Bodenbewohner.
Die Blaue Malaysia-Vogelspinne ist eine schnell wachsende Spinne und erreicht schon im Alter von 1 bis 1,5 Jahren die Geschlechtsreife. Die Lebenserwartung nach der Reifehäutung liegt bei 3 bis 7 Jahren. Für Tiere in Gefangenschaft lässt sich keine genaue Lebenserwartung angeben.
Bereits als Nymphe kann man Männchen von Weibchen unterscheiden. Mit jeder Häutung verblassen die Farben des Männchens immer mehr, während die des Weibchens dunkler werden. Wie bei den meisten Spinnen ist das Männchen kleiner als das Weibchen. Nach der Reifehäutung des Männchens erscheint die Farbe grün-gelblich.
Die Blaue Malaysia-Vogelspinne ist eine sehr schnelle Spinne und dank ihrer langen Beine kann sie auch kurze Sprünge ausführen. Sie gilt als schreckhafte und nervöse Spinne. Bei Störungen zieht sie sich in ihre Behausung zurück. Wenn keine Möglichkeit zum Rückzug besteht, droht sie durch das Schlagen mit ihren Vorderbeinen. In letzter Instanz setzt sie sich mit einem Biss zur Wehr.

## Schutz
Die Blaue Malaysia-Vogelspinne unterliegt derzeit keinem Schutzstatus.

## Systematik und Taxonomie
Die Spinne wurde im Jahr 1924 von H. C. Abraham unter dem Namen Lampropelma violaceopedes erstbeschrieben, später allerdings auf den Namen Lampropelma violaceopes korrigiert, da spezifische Namen nach den Internationalen Regeln für die Zoologische Nomenklatur nicht im Plural anzugeben sind. Unklar ist die Verwandtschaft zu anderen südostasiatischen Spinnen. A. M. Smith und M. A. Jacobi schlugen in einer Studie aus dem Jahr 2015 vor, die Weibchen sollten in die Gattung Omothymus aufgenommen werden. Bei den Männchen soll es sich laut ihrer Aussage um falsch beschriebene Exemplare der Art Cyriopagopus schioedtei handeln. Der World Spider Catalog vermerkte die Spinne danach ebenfalls unter dem Namen Omothymus violaceopes, jedoch ursprünglich unter der Bemerkung, dass keine ausreichenden Belege existieren, um die Spinne tatsächlich der Gattung Omothymus hinzuzufügen. Die Verschiebung in die Gattung Omothymus erfolgte 2019 nach neuerlicher Überprüfung der Merkmale.